# Nové Město (Kelč)
Nové Město je součást města Kelč v okrese Vsetín. Leží v katastrálním území Kelč-Nové Město, jehož výměra činí 791,01 hektarů. Základní sídelní jednotky katastrálního území mají charakter sídelních lokalit.
V katastrálním území Kelč-Nové Město se nachází severozápadní a západní část města Kelč. Nachází se zde většina historického jádra města, včetně renesančního zámku ze 16. století, kostela sv. Kateřiny nebo budovy radnice. Dalším katastrálním územím, v němž se nachází část zástavby města Kelč, je katastrální území Kelč-Staré Město.